# Nikolay Shirshov
Nikolay Vladimirovich Shirshov - em russo, Никола́й Влади́мирович Ширшо́в (Tashkent, 22 de junho de 1974 – Rostov-on-Don, 28 de dezembro de 2021) foi um futebolista uzbeque que atuava como lateral-direito.

## Carreira
Shirshov iniciou a carreira em 1991, no Sverdlovets Tashkentskaya (clube da segunda divisão do Campeonato Soviético). Entre 1992 e 1999 atuou por Traktor Tashkent e Pakhtakor, com um período emprestado ao Ordabasy (Cazaquistão), em 1994.
Foi na Rússia que o lateral atuou por mais tempo: foram 14 anos defendendo equipes do país, com destaque para o Rostov, onde jogou 120 partidas e fez um gol. Passou ainda por SKA Rostov-on-Don, Bataysk-2007, Taganrog, MITOS Novocherkassk e TPF Novoprimorsky, onde se aposentou dos gramados em 2014.

## Seleção Uzbeque
Pela Seleção Uzbeque, Shirshov disputou 64 partidas e marcou 13 gols entre 1996 e 2005, tendo participado de 3 edições da Copa da Ásia, em 1996, 2004 e 2004.

## Morte
Faleceu em 28 de dezembro de 2021, em Rostov-on-Don. A causa de sua morte não foi divulgada.

## Títulos
Pakhtakor
- Campeonato Uzbeque: 1992, 1998
- Copa do Uzbequistão: 1993, 1997
- IFA Shield: 1993